# Richtersius coronifer
Richtersius coronifer är en djurart som tillhör fylumet trögkrypare, och som först beskrevs av Ferdinand Richters 1903.  Richtersius coronifer ingår i släktet Richtersius och familjen Macrobiotidae. Arten är reproducerande i Sverige. Inga underarter finns listade i Catalogue of Life.